# Naturschutzgebiet Breloh

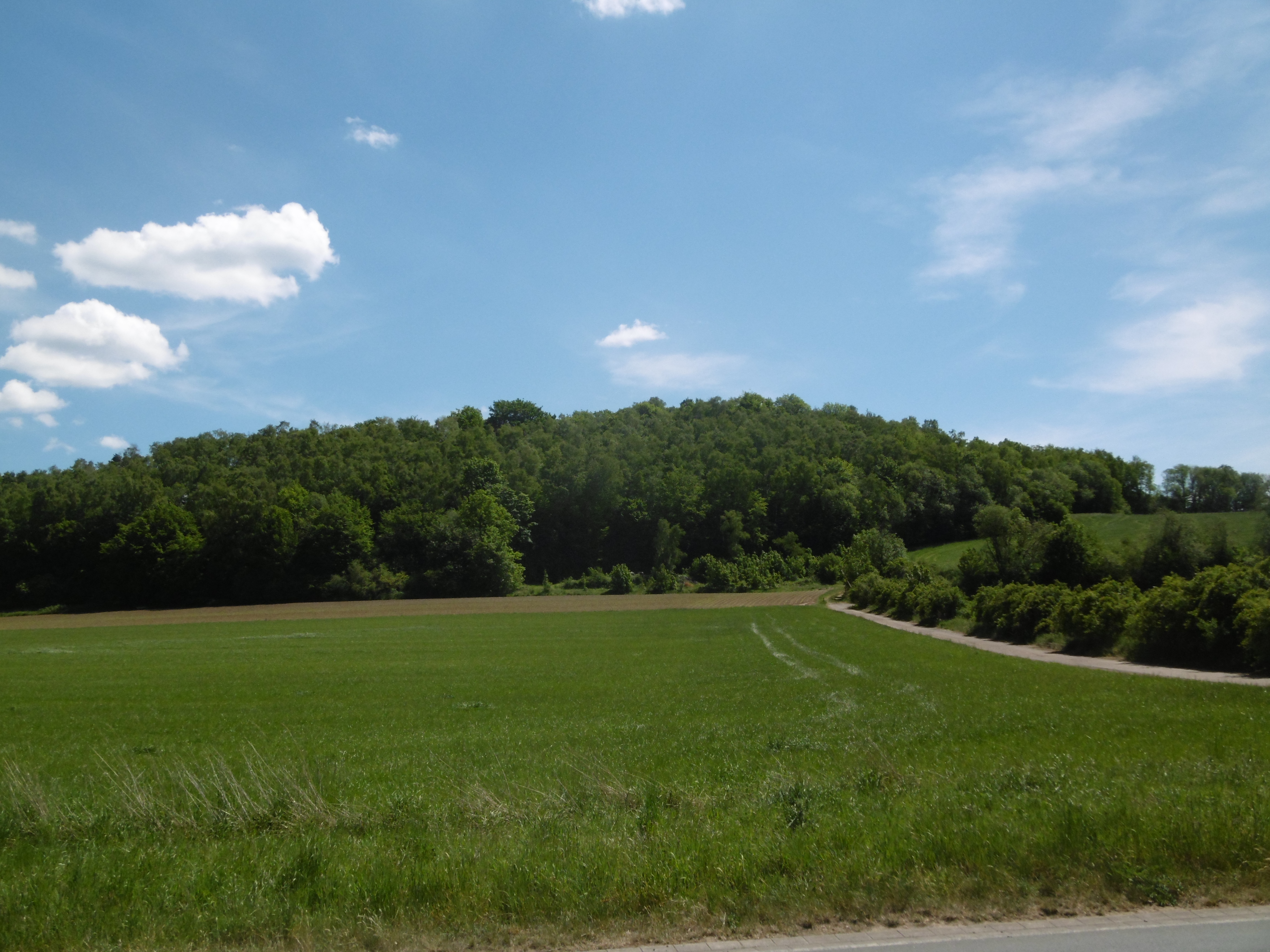
NSG Breloh

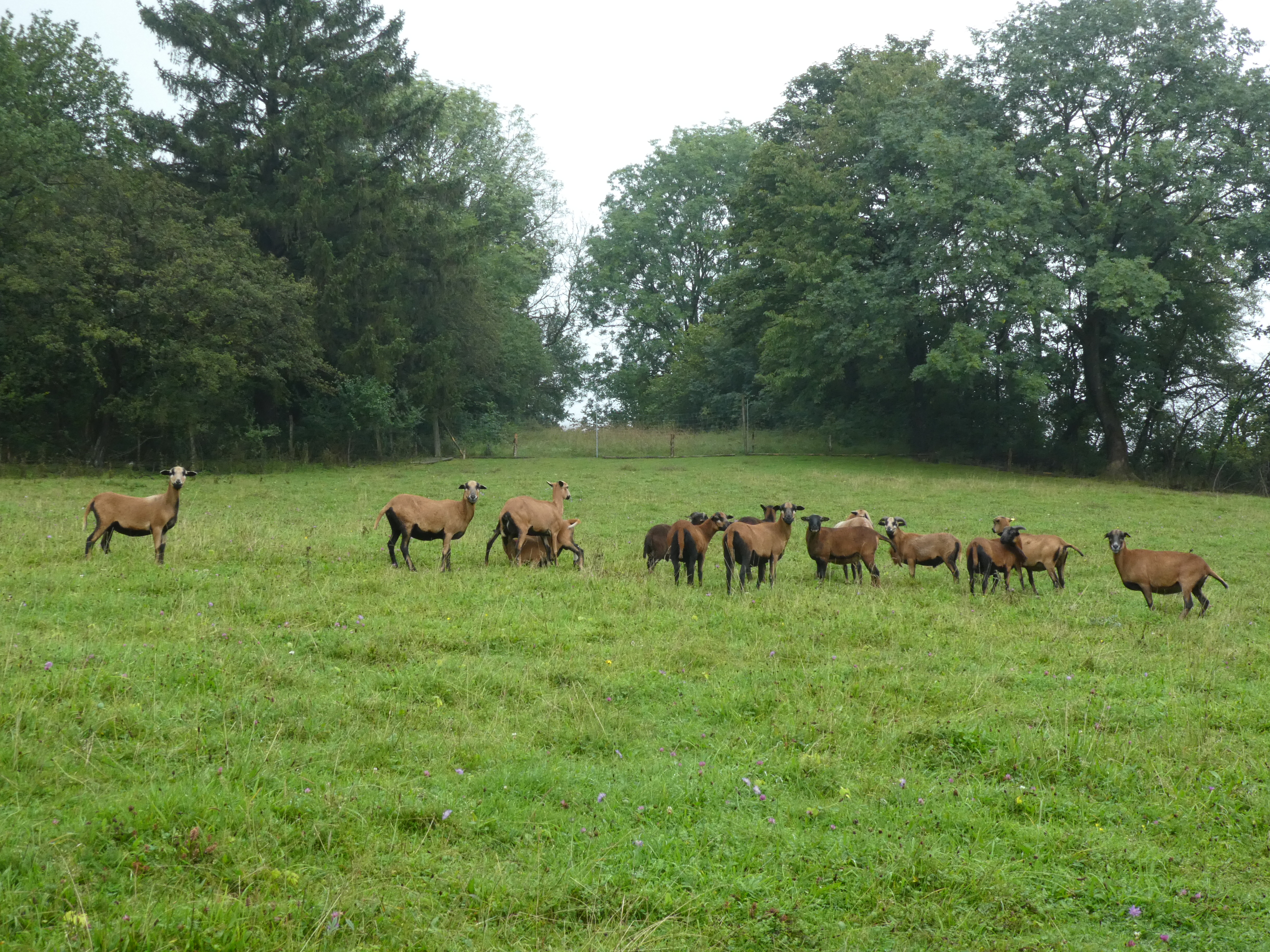
Ziegen im NSG Breloh

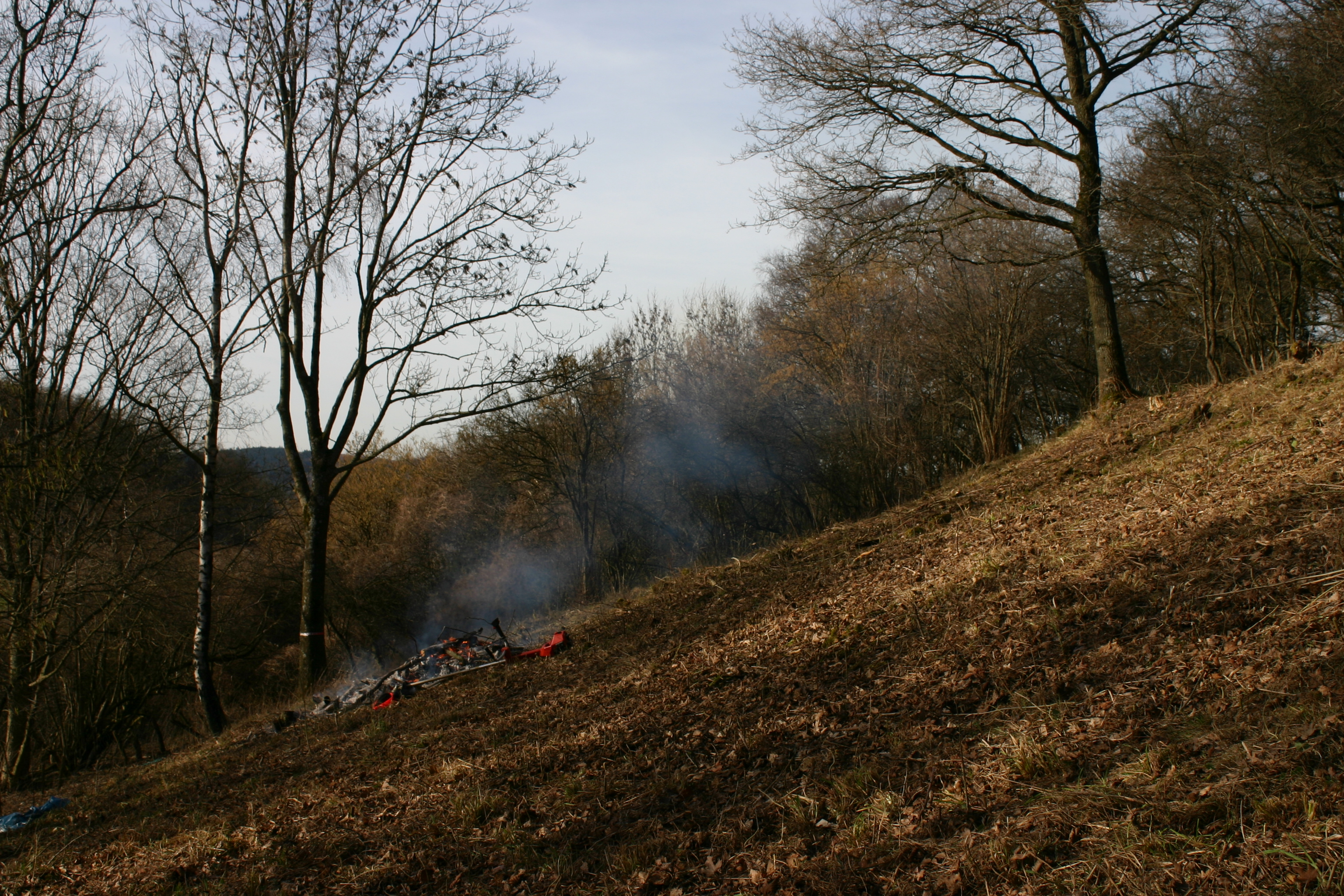
Teilfläche des NSG Breloh nach Gebüschentfernung durch den Landschaftspflegetrupp der Biologischen Station Hochsauerlandkreis

Das Naturschutzgebiet Breloh mit einer Größe von 13,2 ha liegt zwischen Amecke und Stockum im Stadtgebiet von Sundern (Sauerland). Das Gebiet wurde 1993 mit dem Landschaftsplan Sundern durch den Kreistag des Hochsauerlandkreises erstmals als Naturschutzgebiet (NSG) mit einer Flächengröße von 12,3 ha ausgewiesen. Bei der Neuaufstellung des Landschaftsplaners Sundern wurde das NSG erneut ausgewiesen und vergrößert. Das NSG grenzt nördlich direkt an das Industriegebiet Illingheim und sonst an das Landschaftsschutzgebiet Sundern.

## Gebietsbeschreibung
Beim Breloh handelt es sich um einen flachen Kalkrücken. Auf dem nördlichen Teil des NSG befindet sich ein artenreicher Laubwald. In diesem befindet sich ein Vorkommen des Wolfs-Eisenhut, Wald-Gelbstern und Grüne Nieswurz. Der südliche Teil wird als Viehweide und Mähwiese genutzt. In den mageren Grünlandbereichen finden sich Vorkommen des Knolliger Hahnenfuß. Um diese Grünlandflächen gibt es große alte Hecken.

## Schutzzweck
Das NSG wurde festgesetzt zur Erhaltung von Lebensgemeinschaften und Lebensstätten bestimmter wildlebender Pflanzen- und Tierarten, ferner zum Schutz des landesweit bedeutsamen Biotops mit hohem Entwicklungspotential. Wie bei allen Naturschutzgebieten in Deutschland wurde in der Schutzausweisung darauf hingewiesen, dass das Gebiet „wegen der Seltenheit, besonderen Eigenart und Schönheit des Gebietes“ zum Naturschutzgebiet wurde.

## Schutzmaßnahmen
Im Frühjahr 2014 wurden von der Biologischen Station Hochsauerlandkreis auf zwei Teilflächen Schwarzdorn- und Brombeergebüsche mit dem Freischneider und Motorsäge entfernt.

## Schutzzweck
Im NSG soll den Wald, die Felsen, die Schutthalden und den ehemaligen Steinbruch mit dem jeweiligen Arteninventar schützen. Wie bei allen Naturschutzgebieten in Deutschland wurde in der Schutzausweisung darauf hingewiesen, dass das Gebiet „wegen der Seltenheit, besonderen Eigenart und Schönheit des Gebietes“ zum Naturschutzgebiet wurde.